# Río de Arcos
Río de Arcos är ett vattendrag i Spanien. Det ligger i den centrala delen av landet, 220 km öster om huvudstaden Madrid.